# Cratere Kolonga
Kolonga  è un cratere sulla superficie di Marte.